# Facidia vacillans
Facidia vacillans là một loài bướm đêm trong họ Erebidae.